# Spathoglottis latifolia
Spathoglottis latifolia là một loài thực vật có hoa trong họ Lan. Loài này được (Gaudich.) Garay & Ormerod mô tả khoa học đầu tiên năm 2001.